# Bubbles (jeu vidéo)
Pour les articles homonymes, voir Bubbles.
Bubbles est un jeu vidéo d'action développé et édité par Williams Electronics, sorti en 1982 sur borne d'arcade,.
Bubbles est un jeu où l'action se passe dans un lavabo. Vous êtes la bulle et votre devoir est d'éliminer les impuretés (fourmis, miettes) tout en évitant des obstacles comme des éponges, de brosses, de cafards...